# Ynys Môn (circonscription du Parlement britannique)
Pour les articles homonymes, voir Anglesey (homonymie) et Ynys Môn.
Circonscription parlementaire de la Chambre des communes
Ynys Môn, officiellement Anglesey jusqu'en 1983, est une circonscription électorale britannique située au pays de Galles. Elle correspond au territoire du comté d'Anglesey, c'est-à-dire l'île d'Anglesey même et les petites îles environnantes.
Elle est représentée depuis 2024 par Llinos Medi, du Plaid Cymru.

## Députés depuis 1900
| Élection  | Député               | Parti | Parti                    |
| --------- | -------------------- | ----- | ------------------------ |
| 1895      | Ellis Ellis-Griffith |       | Libéral                  |
| 1918      | Owen Thomas (en)     |       | Travailliste indépendant |
| 1923 (en) | Robert Thomas (en)   |       | Libéral                  |
| 1929      | Megan Lloyd George   |       | Libéral                  |
| 1931      | Megan Lloyd George   |       | Libérale indépendante    |
| 1935      | Megan Lloyd George   |       | Libéral                  |
| 1951      | Cledwyn Hughes       |       | Travailliste             |
| 1979      | Keith Best (en)      |       | Conservateur             |
| 1987      | Ieuan Wyn Jones      |       | Plaid Cymru              |
| 2001      | Albert Owen          |       | Travailliste             |
| 2019      | Virginia Crosbie     |       | Conservateur             |
| 2024      | Llinos Medi          |       | Plaid Cymru              |